# Райзер, Юрий Петрович
Ю́рий Петро́вич Ра́йзер (26 января 1927, Харьков — 25 июня 2021, Москва) — советский и российский физик-теоретик, доктор физико-математических наук, главный научный сотрудник Института проблем механики им. А. Ю. Ишлинского Российской академии наук, профессор Московского физико-технического института.

## Биография
Окончил Ленинградский политехнический институт в 1949 году. Получил степень Доктора физико-математических наук (1959), с 1968 года является профессором.
Работал в Физико-энергетическом институте (Обнинск), Институте прикладной математики, Институте химической физики, Институте физики Земли Академии Наук СССР и в Институте проблем механики Академии наук со времени основания института (1965 год), возглавляя в течение 34 лет Отдел физики газодинамических процессов.
Скончался 25 июня 2021 года в Москве. Похоронен на Малаховском кладбище.

## Научная деятельность
Юрий Райзер — специалист в области физической газодинамики и низкотемпературной плазмы, внёс выдающийся вклад в физику ударных волн, сильных взрывов, взаимодействия лазерного излучения с плазмой, различных газовых разрядов, молнии. На основе высказанных им идей и теорий был впервые получен и исследован процесс непрерывного во времени поддержания плазмы в свободном пространстве лазерным излучением (непрерывный оптический разряд), используемый в нового типа плазменных генераторах — оптических плазмотронах. Предложенный им новый метод организации разряда был использован при создании серии мощных технологических CO2-лазеров типа «Лантан».
Является автором более 200 научных работ, 8 монографий (6 из них изданы на Западе на английском) и трёх изобретений. Его монографии «Физика ударных волн и высокотемпературных гидродинамических явлений» в соавторстве с Я. Б. Зельдовичем (1963, 1966, 2008; англ. изд. 1968; 2002), и «Физика газового разряда» (1987, 1992, 2009; англ. изд. 1991, 1997) приобрели широкую известность.
Состоит в научных обществах и имеет множество почетных званий, среди которых: член Российского национального комитета по теоретической и прикладной механике (с 1965 года), Заслуженный деятель науки РФ (2002), Заслуженный профессор МФТИ (2012).

### Книги
- Я. Б. Зельдович, Ю. П. Райзер. Физика ударных волн и высокотемпературных гидродинамических явлений. М.: Наука, 1963, 1966, 2008.
- Ya. B. Zel’dovich, Yu. P. Raizer. Physics of Shock Waves and High-Temperature Hydrodynamic Phenomena, Academic Press, New York, 1968; Dover Publication Inc. Mineola, New York, 2002.
- Ю. П. Райзер. Лазерная искра и распространение разрядов. М.: Наука, 1974.
- Yu. P. Raizer. Laser-Induced Discharge Phenomena, Consultants Bureau, New York, London, 1977.
- Ю. П. Райзер. Основы современной физики газоразрядных процессов. М.: Наука, Физматлит, 1980.
- Ю. П. Райзер. Физика газового разряда. М.: Наука, Физматлит, 1987, 1992; Издательство Интеллект, Долгопрудный, 2009.
- Yu. P. Raizer. Gas Discharge Physics. Springer, Berlin, New York, 1991, 1997.
- Ю. П. Райзер, М. Н. Шнейдер, Н. А. Яценко. Высокочастотный емкостной разряд Издательство МФТИ, Долгопрудный, 1995.
- Yu. P. Raizer, M. N. Shneider, and N. A. Yatsenko. Radio-Frequency Capacitive Discharges. CRC Press, Boca Raton, New York, 1995.
- Э. М. Базелян, Ю. П. Райзер. Искровой разряд. Издательство МФТИ, Долгопрудный, 1997.
- E. M. Bazelyan, Yu. P. Raizer. Spark Discharge. CRC Press, Boca Raton, New York, 1998.
- Э. М. Базелян, Ю. П. Райзер. Физика молнии и молниезащиты. М.: Физматлит, 2001.
- E. M. Bazelyan, Yu. P. Raizer. Lightning Physics and Lightning Protection. IOP Publishing, Bristol, Philadelphia, 2000.
- Ю. П. Райзер. Введение в гидрогазодинамику и теорию ударных волн для физиков. Издательство Интеллект, Долгопрудный, 2011.

## Награды и премии
- Ленинская премия (1966).
- Государственная премия РФ (1999).
- Международная премия Пеннинга по физике ионизованных газов (США, Penning Award Excellence, 1993).
- Премия Американского Общества Аэронавтики и Астронавтики (США, AIAA Plasmadynamics & Lasers Award, 2002).
- Орден «Знак Почёта» (1975).
- Золотая медаль имени Я. Б. Зельдовича (РАН, 2020) — за работы в области физики ударных волн, взрывов, газовых разрядов, взаимодействия лазерного излучения с плазмой.
- «Звезда Физтеха», Почётный знак МФТИ, 2016 год